# Weintrauboa yele
Espèce
Weintrauboa yele est une espèce d'araignées aranéomorphes de la famille des Linyphiidae.

## Distribution
Cette espèce est endémique du Sichuan en Chine,. Elle se rencontre dans le xian de Mianning.

## Description
Le mâle holotype mesure 4,31 mm et la femelle paratype 4,66 mm.

## Étymologie
Son nom d'espèce lui a été donné en référence au lieu de sa découverte, la réserve naturelle de Yele.

## Publication originale
- Hormiga, 2008 : « On the spider genus Weintrauboa (Araneae, Pimoidae), with a description of a new species from China and comments on its phylogenetic relationships. » Zootaxa, no 1814, p. 1-20.